# 小行星6276
小行星6276（英語：6276 Kurohone）是一颗围绕太阳公转的小行星。1994年1月1日，小林隆男在大泉町发现了此天体。
这颗小行星的绝对星等为29.30418等。